# Teodora Kropidłowska
Teodora Kropidłowska (ur. 28 lutego 1879 w Łągu k. Chojnic, zm. 21 sierpnia 1931 w Kartuzach) – kaszubska pisarka, poetka i działaczka społeczna.
Skończyła niemiecką szkołę podstawową w Łągu i prawdopodobnie szkołę rolniczą w Szamotułach. Od 1914 współpracowała z „Gazetą Gdańską” i „Gazetą Grudziądzką”, publikując w nich wiersze. Od 1920 nauczycielka w Kartuzach. 1922–1927 współpracowała z „Gazetą Kaszubską”, w której zamieszczała okolicznościowe wiersze o tematyce narodowo-patriotycznej i religijnej, m.in. Piłsudskiemu cześć!, Żyj nam, Polsko!, Żyj nam, dostojny nasz Jenerale!" (z okazji wizyty gen. Józefa Hallera w Kartuzach). W 1922 napisała Moje Kaszuby, w których dawała świadectwo umiłowania rodzinnej ziemi i podziwu dla piękna kaszubskiego krajobrazu; napisała też kilkaset innych wierzy o podobnej tematyce. W 1924 wydała przewodniki po Kaszubach pt. Wędrówka po Kaszubskiej Szwajcarii i Z dziejów Kartuz i klasztoru kartuzjanów w Kartuzach. W 1927 opracowała Damrawę - udramatyzowaną legendę, wystawioną przez zespół teatralny z Torunia. 1922–1924 publikowała dydaktyczno-umoralniające opowiadania i powiastki dla ludu oparte na kaszubskim folklorze i lokalnych tradycjach. Autorka opowiadania Młyn pod Parchowem (wyd. pośm. 1959). 1927–1928 była redaktorką pisma „Wiarus Kaszubski - Pismo Oświatowo-Społeczne”.

## Ordery i odznaczenia
- Srebrny Krzyż Zasługi (15 kwietnia 1929)[3]